# Ranunculus apenninus
Ranunculus apenninus là một loài thực vật có hoa trong họ Mao lương. Loài này được (Chiov.) Pignatti miêu tả khoa học đầu tiên năm 1982 publ. 1983.